# (9971) Ishihara
(9971) Ishihara (1993 HS) – planetoida z pasa głównego asteroid okrążająca Słońce w ciągu 3,22 lat w średniej odległości 2,18 j.a. Odkryta 16 kwietnia 1993 roku.